# Кавос Альберт Катаринович
Альберт Катаринович Кавос (Alberto Cavos, 12 грудня 1800, Санкт-Петербург — 22 травня 1863, Петергоф) — російський архітектор італійського походження, академік архітектури (1846), відомий головним чином як будівельник театрів.

## Біографія
Походив із старовинної венеціанської сім'ї. Батько архітектора — композитор Катерино Кавос, дід — директор венеціанського театру Феніче, Джованні Кавос. Після падіння Венеціанської республіки (1797) Катаріна Кавос емігрував, спочатку — в Німеччину, потім — в Росію. У Петербурзі Катаріна Кавос став «директором музики» імператорських театрів, писав і ставив опери, в тому числі «Життя за царя» (1815).
Альберто Кавос, який народився в Петербурзі, закінчив математичне відділення університету в Падуї. Повернувшись до Росії в 1829 році, був спрямований на допомогу К. І. Россі «до будови будинку для Департаменту Міністерства внутрішніх справ».
12 липня 1830 року О. К. Кавос став архітектором Пажеського корпусу; в 1832 році, додатково зайняв посади архітектора Товариства шляхетних дівчат і Катерининського училища; потім, в 1834 році — архітектором Поштового відомства, в 1838 році — архітектором Департаменту державного майна. Крім того, виконував приватні замовлення, наприклад, обробив фасад будинку Пашковим.
У 1847 році в Парижі було надруковано його твір «Traité de la construction des théâtres», за який отримав від російського імператора діамантовий перстень, від бразильського — звання «почесного архітектора Його Величності двору», від шведського — орден Вази 3-го ступеня. 14 січня 1847 року О. К. Кавос був обраний академіком Академії мистецтв.
Найвідомішою його роботою в Петербурзі став Маріїнський театр, побудований в 1860 році. У 1853—1856 роках Кавос керував відновленням московського Великого театру.